# Майснитцер, Александра
Александра Майснитцер (нем. Alexandra Meissnitzer, 18 июня 1973, Абтенау, Зальцбург) — австрийская горнолыжница, выступавшая за сборную Австрии с 1991 по 2008 год. Принимала участие в четырёх зимних Олимпийских играх, в 1998 году в Нагано выиграла серебряную медаль гигантского слалома и бронзовую супергиганта, в 2006 году в Турине получила ещё одну бронзовую медаль в программе супергиганта.
Родилась в коммуне Абтенау (федеральной земле Зальцбург) и по наставлению отца начала заниматься горнолыжным спортом ещё в раннем детстве. Впоследствии три раза награждалась медалями чемпионатов мира, в 1999 году в Вейле выиграла две золотых награды (гигантский слалом и супергигант), а спустя четыре года в Санкт-Морице удостоилась серебра за скоростной спуск.
Майснитцер 44 раза становилась призёркой различных этапов Кубка мира, а наиболее успешным для неё оказался сезон 1999 года, когда по итогам всех соревнований она заняла первое место (выиграв при этом общий зачёт гигантского слалома и супергиганта). В 2008 году на этапе Кубка мира в Бормио Майснитцер в состязаниях по супергиганту пришла третьей, став самой возрастной спортсменкой, получившей подиум первенства. 13 марта, установив этот рекорд, горнолыжница объявила о завершении профессиональной карьеры и продолжила службу в австрийской полиции.

## Зимние Олимпийские игры
| Олимпийские игры    | Скоростной спуск | Супергигант | Гигантский слалом | Слалом | Комбинация |
| ------------------- | ---------------- | ----------- | ----------------- | ------ | ---------- |
| 1994 Лиллехаммер    | —                | —           | DNF1              | —      | —          |
| 1998 Нагано         | 8                | 3           | 2                 | —      | DNS        |
| 2002 Солт-Лейк-Сити | —                | 4           | 4                 | —      | —          |
| 2006 Турин          | 8                | 3           | —                 | —      | —          |